# Famille Roland-Gosselin
Pour les articles homonymes, voir Roland-Gosselin (homonymie), Roland (homonymie) et Gosselin.
 (mars 2019).
Si vous disposez d'ouvrages ou d'articles de référence ou si vous connaissez des sites web de qualité traitant du thème abordé ici, merci de compléter l'article en donnant les références utiles à sa vérifiabilité et en les liant à la section « Notes et références ».
La famille Roland-Gosselin est une famille subsistante de l'ancienne bourgeoisie française, originaire de Normandie installée au XVIIIe siècle à Paris et qui compte parmi ses membres des agents de change, des ecclésiastiques dont un évêque, mais aussi un botaniste qui fut élève à l'école polytechnique et d'autres personnalités.

## Histoire

### Les Gosselin à Rouen auXVIesiècle

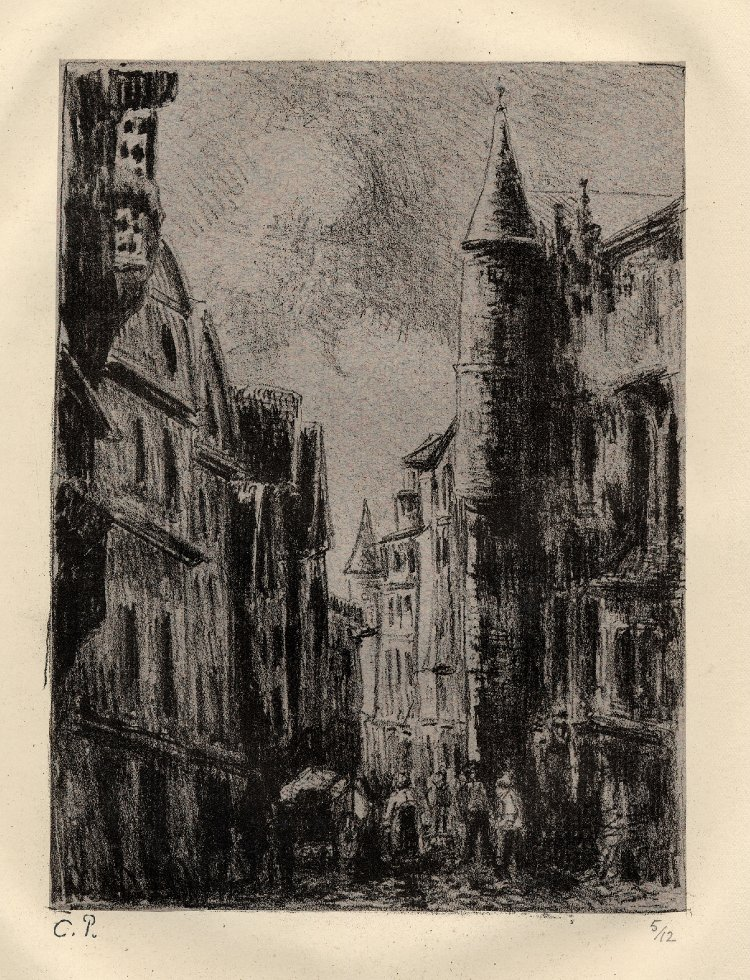
Rue Saint Romain, berceau de la famille Gosselin.

La famille Roland-Gosselin est issue des Gosselin, vieille famille de Rouen remontant jusqu'au XVIe siècle. Alain Gosselin (1545-1630), bourgeois de Rouen, était marchand. Son petit-fils, Johachim Gosselin (1596-1650), lui aussi marchand était dit honorable homme et son épouse Anne Mirault, honnête femme. Un autre Gosselin, Jacques (1664-1728) vient se fixer à l'ombre de la cathédrale, rue Saint-Romain au logis du Grédel, maison que gardera la famille pendant plusieurs siècles.

### Les Gosselin à Paris auXVIIIesiècle
C’est sous la Révolution française que les Gosselin vinrent se fixer à Paris en la personne de Jean-Baptiste Gosselin, négociant ayant épousé Marie Louise Augustine de Sinçay, fille de Louis-Alexandre de Sinçay avocat au parlement et procureur au châtelet de Paris. Leur troisième fils Alphonse Gosselin relèvera le nom de sa mère et se fera appeler Alphonse Gosselin de Sinçay, officier d’artillerie sous Napoléon Ier, il mourut à Wagram sans descendance. Son frère aîné Alexandre Roland-Gosselin devient agent de change à la bourse de Paris et est élu adjoint au syndic des agents de change. Alexandre était connu dans les affaires sous le nom de Roland Gosselin. En France, le statut d'agent de change remontait à 1802 au tout début de l'histoire boursière ; il assurait aux titulaires la qualité d'officiers ministériels, un numerus clausus comparable à celui des notaires ou des huissiers, et le monopole des transactions de bourse. Ce numerus clausus est durci par l'ordonnance du 29 mai 1916, qui ramène le nombre de charges de 100 à 60, cessibles et cautionnées à au moins 125 000 francs contre 60 000 avant. Il acquiert le château de la Petite Roseraie à Chatenay-Malabry et fait agrandir le parc, rachetant les terres et propriétés avoisinantes, n’hésitant pas en 1853 à démolir la maison Arouet, maison natale de Voltaire.

### Les Roland-Gosselin depuis 1833
Son frère Benjamin-Eugène Gosselin reçoit du roi Louis-Philippe Ier une ordonnance de 1833 l’autorisant à faire précéder son nom de celui de « Roland »  et de s’appeler à l’avenir « Roland-Gosselin ». Son fils Louis Roland-Gosselin (1826-1907) devient lui aussi agent de change et adjoint au syndic par ordonnance de l’empereur Napoléon III. Il fonde la charge Roland-Gosselin qui reste dans la famille jusqu’à la disparition de la profession d’agent de change. Le monopole d’agent de change a disparu au terme de la réforme de 1989. Le statut d'agent de change a disparu alors, pour être remplacé par celui de société de bourse. Très peu d'entreprises indépendantes subsistent aujourd'hui parmi les anciennes charges d'agents de change. Louis avait une fortune considérable, considérée par Annie Lacroix-Riz comme l'une des plus grandes de France. Le fils aîné de Louis, Eugène Roland-Gosselin, agent de change lui aussi, fit construire la villa Mendichka à Urrugne, dans les Pyrénées-Atlantiques. Il perdit sa femme, née Marie Hoskier, ainsi que sa belle-mère Élise Hoskier née Weyer (épouse du consul général du Danemark à Paris, Émile Hoskier) en 1897 dans l’incendie du Bazar de la charité. La catastrophe coûta la vie à plus de cent-vingt personnes, la plupart étant des femmes charitables issues de la haute société parisienne.
Louis Roland-Gosselin, né le 1er août 1826 à Paris et mort le 15 décembre 1907 dans la même ville est le fils de Benjamin Eugène Roland-Gosselin (1791-1869), associé et fondé de pouvoir de son frère l'agent de change Alexandre Roland-Gosselin. Membre du Cercle des chemins de fer, il est nommé agent de change le 20 février 1854 par décret de l’empereur Napoléon III et agréé comme agent de change de la Banque de France, des compagnies de chemin de fer, des compagnies d’assurance et des représentants de la haute Banque : Mallet, Vernes, Hottinguer, etc. En 1861, il devient membre de la chambre syndicale des agents de change de Paris et appelé dix-sept fois y siéger comme adjoint au syndic. L’Église catholique et ses congrégations constituent une part importante de sa clientèle. Pour ce motif, Le Charivari, journal satirique de l’époque écrivait en 1861 : « la clergé a son agent de change préféré qui est l’honorable M. Roland-Gosselin qu’on nomme parfois en bourse Fra Roland ou l’Abbé Gosselin à cause de sa spécialité. » Louis Roland-Gosselin aide financièrement à l’édification de dix-sept églises à Paris, dont la basilique du Sacré-Cœur de Montmartre. Le pape Léon XIII propose, à la suite d’un don important au denier de Saint-Pierre, de lui remettre le titre de comte palatin du Latran, qu’il décline. Il est fait commandeur de l’ordre de Saint-Grégoire-le-Grand. Il est nommé chevalier de l'ordre de la Légion d’honneur le 9 août 1870. Marié en 1848 à Adeline Sophie Masse (1828-1889)), ils ont eu treize enfants, parmi lesquels Eugène (1854-1919), qui lui succède, et François qui succédera à son aîné.

## Généalogie

### Descendance de Jean Baptiste Gosselin
Les descendants notoires de Jean Baptiste Gosselin se relient de la façon suivante :
- Jean Baptiste Gosselin, négociant (1755-1822), épouse Marie Louise de Sinçay (1756-1835), fille de Louis Alexandre de Sinçay, avocat au Parlement et procureur au Châtelet de Paris
  - Alexandre Roland-Gosselin (1786-1866), agent de change parisien
  - Benjamin Eugène (1791-1869), fondé de pouvoir de son frère Alexandre.
    - Louis Roland-Gosselin (1826-1907), agent de change parisien, chevalier de la Légion d'honneur
      - Eugène Roland-Gosselin (1854-1919), agent de change parisien, docteur en droit, gendre d'Émile Hoskier
        - Bernard Roland-Gosselin (1886-1962), prêtre catholique, chanoine de Notre-Dame de Paris, docteur en philosophie, auteur de plusieurs essais philosophiques

      - André Roland-Gosselin (1868-1921), officier, administrateur de biens, épouse Marie Dutey-Harispe (1873-1942)
      - Mgr Benjamin-Octave Roland-Gosselin (1870-1952), prélat, évêque de Versailles de 1931 à 1952

    - Léon Roland-Gosselin (1830-1870), agent de change, gendre du comte Nicolas Martin du Nord
      - Robert Roland-Gosselin (1854-1925), polytechnicien, botaniste. Une plante porte son nom : Tillandsia roland-gosselinii.
      - Marcel Roland-Gosselin (1864-1944), officier de cavalerie, épouse Dolly de Vasselot de Régné, fille de Médéric de Vasselot de Régné

    - Paul Roland-Gosselin (1834-1888), fondé de pouvoir, épouse Thérèse Rodrigues-Henriques (fille d'Édouard Rodrigues)
      - Georges Roland-Gosselin (1863-1891)
        - Henriette Roland-Gosselin (1890-1974), épouse de Paul Lacave-Laplagne-Barris

      - Jean Roland-Gosselin (1868-1936), ingénieur, président de la Société de construction des Batignolles
        - Hélène Roland-Gosselin (1895-1982), épouse de Jean Camille Bellaigue

### Autres personnalités de la famille Roland-Gosselin
- Jean-Edme-Auguste Gosselin (1787-1858), prêtre sulpicien et écrivain
- François-Théodore Gosselin (1791-1862), polytechnicien, colonel du génie, professeur à l'École d'application de Metz, chef du génie de la place de Verdun.
- Léon Athanase Gosselin (1815-1887), médecin, anatomiste, urologue, orthopédiste, pédagogue, physiologiste et chirurgien français. Président de l'Académie des sciences et de l'Académie nationale de médecine
- Nicolas Frédéric Gosselin (1817-1887), inspecteur général des ponts et chaussées.
- Charles Gosselin (1852-1929), militaire, administrateur colonial et historien.
- R. P. Marie-Dominique Roland-Gosselin (1883-1934), o. p., prêtre catholique, dominicain, auteur de plusieurs études de philosophie, spécialement sur Aristote.
- Théodore Gosselin, dit G. Lenotre[4] (1855-1935), historien et auteur dramatique.
- Thérèse Gosselin dit Lenôtre (1894-1986), femme de lettres.

## Alliances
Les principales alliances de la famille Roland-Gosselin sont : Appert (1851, 1881), de Sinçay, Hoskier, de Vasselot de Régné, des Cordes (1913), de Verdal (1919), Degrange-Touzin de Martignac (1920), Brunet de Sairigné (1946), Pavret de La Rochefordière, Hébrard de Veyrinas, de Cacqueray-Valménier, de Castellan, de Saint-Olive, de Roquemaurel, de Raffin de La Raffinie, de Pelet, Say, Canton, de Montesquiou-Fezensac d'Artagnan, de Cathelineau, de Lanouvelle, etc.

## Galerie

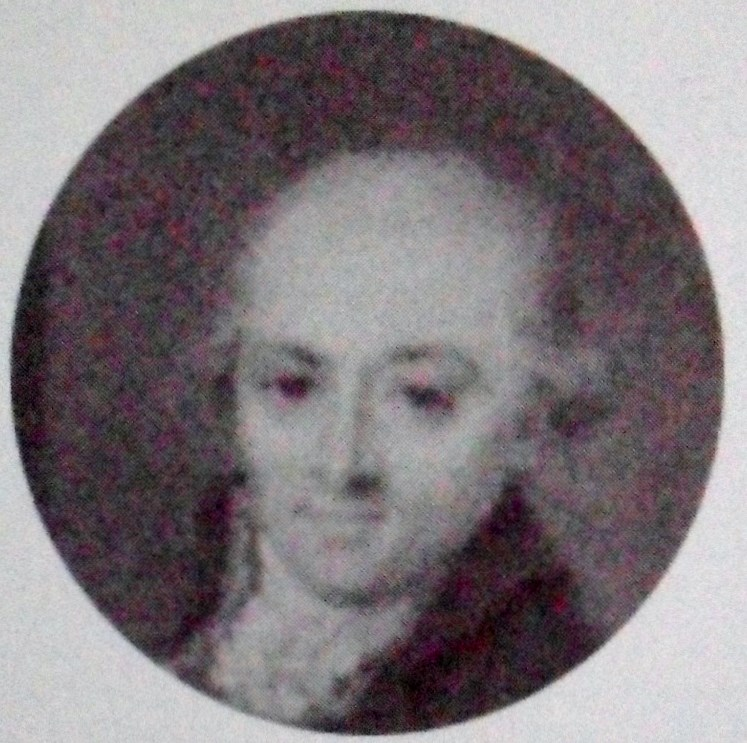
Jean-Baptiste Gosselin, négociant à Paris.
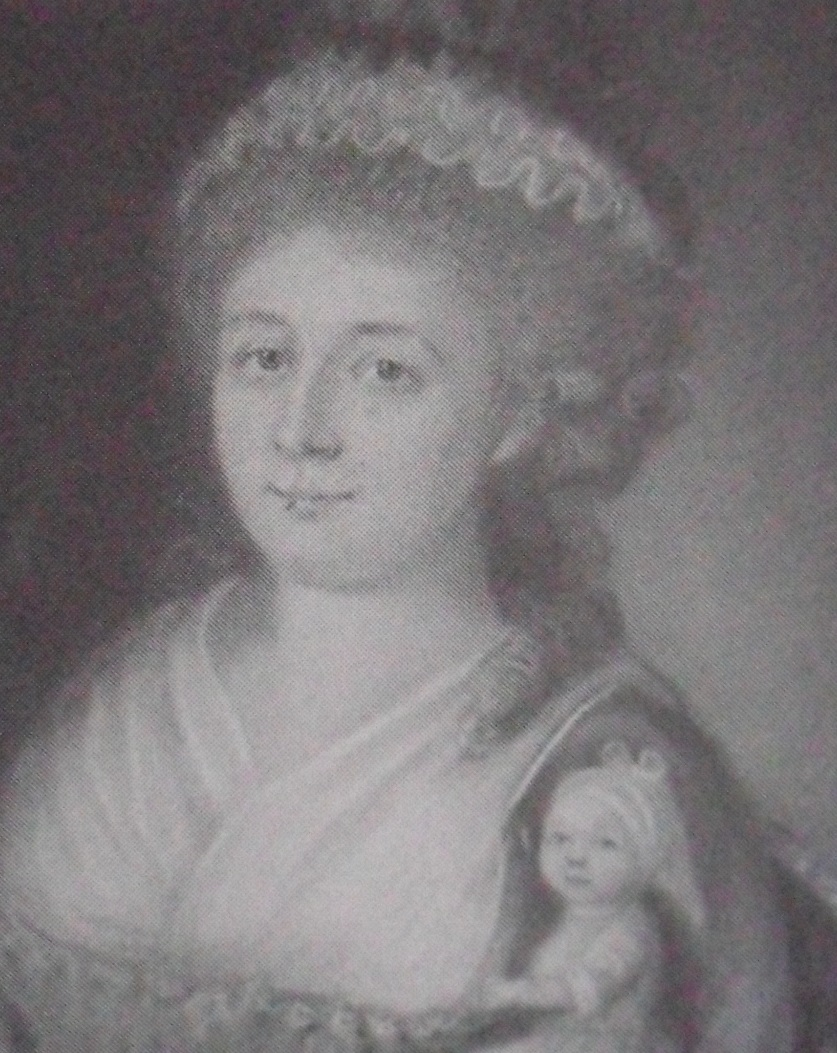
Marie-Louise de Sinçay, épouse de Jean-Baptiste Gosselin, négociant à Paris.
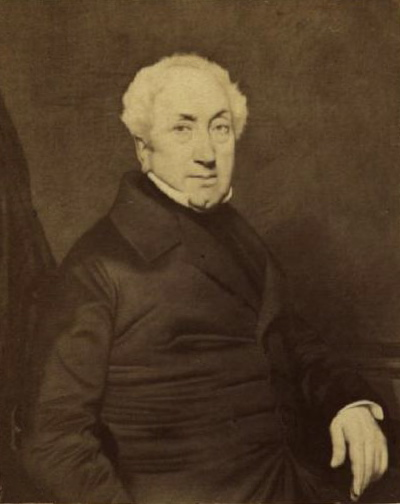
Alexandre Roland-Gosselin, agent de change à Paris.
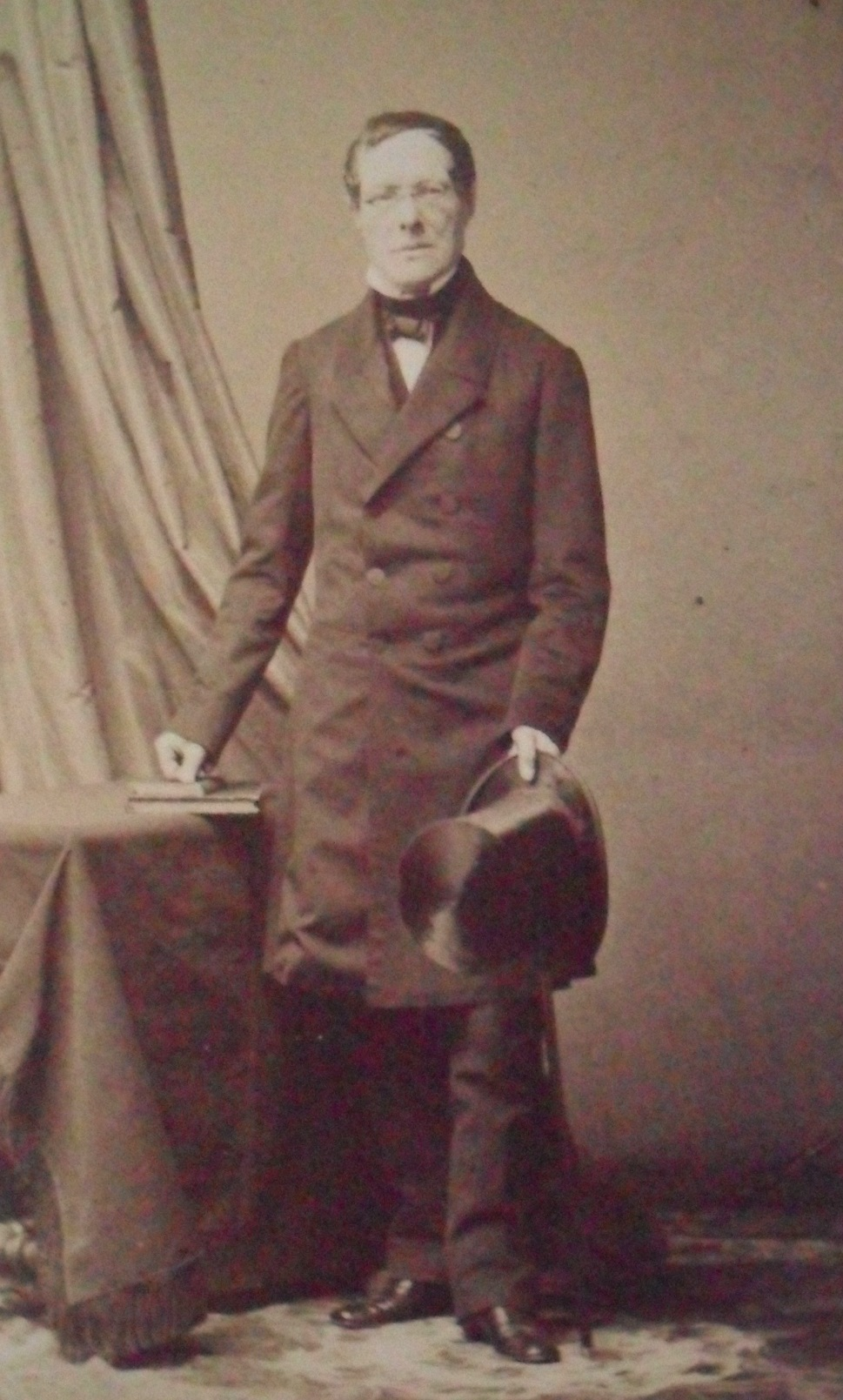
Benjamin-Eugène Roland-Gosselin.
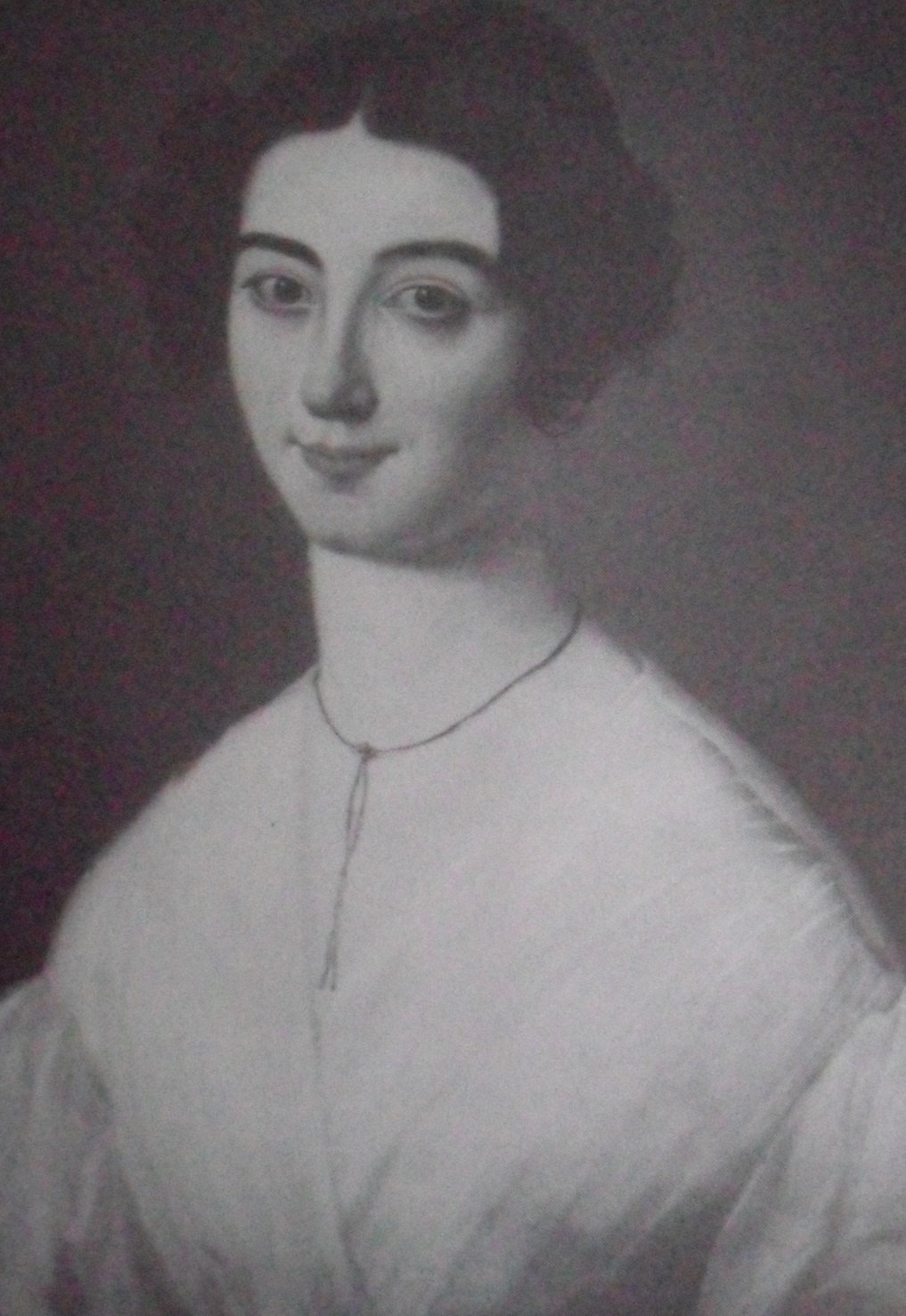
Lucile Fremery, épouse de Benjamin-Eugène Roland-Gosselin.
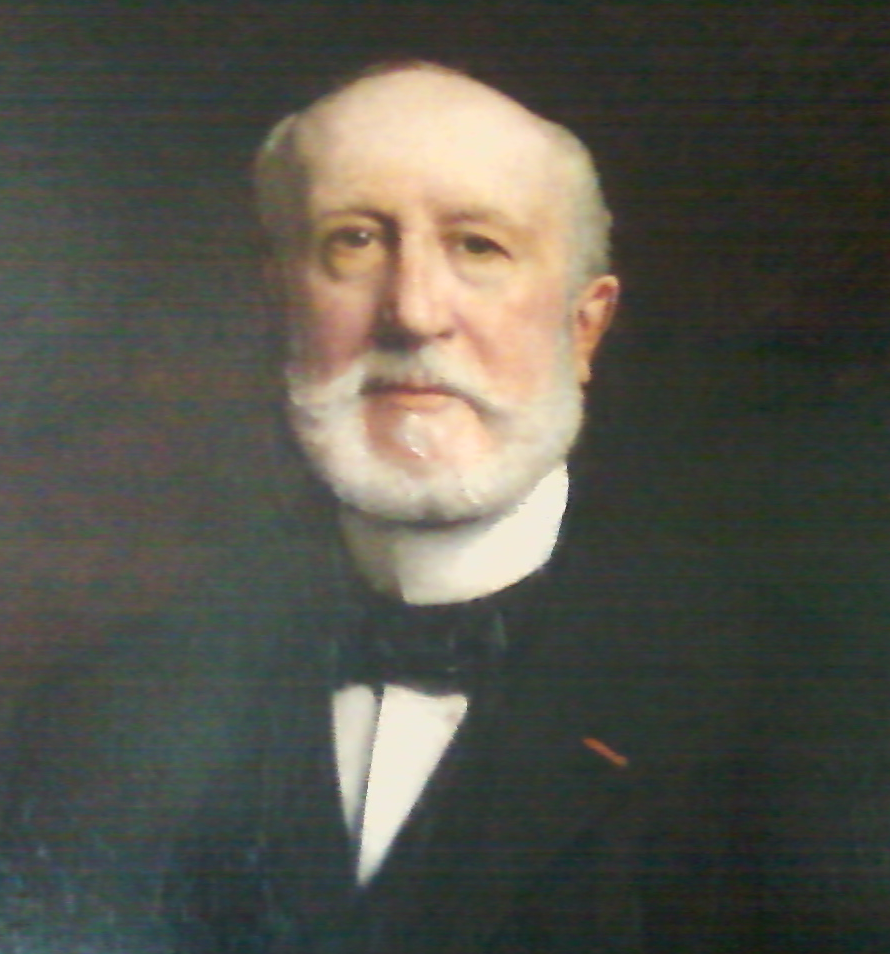
Louis Roland-Gosselin, agent de change à Paris par Bonnat.
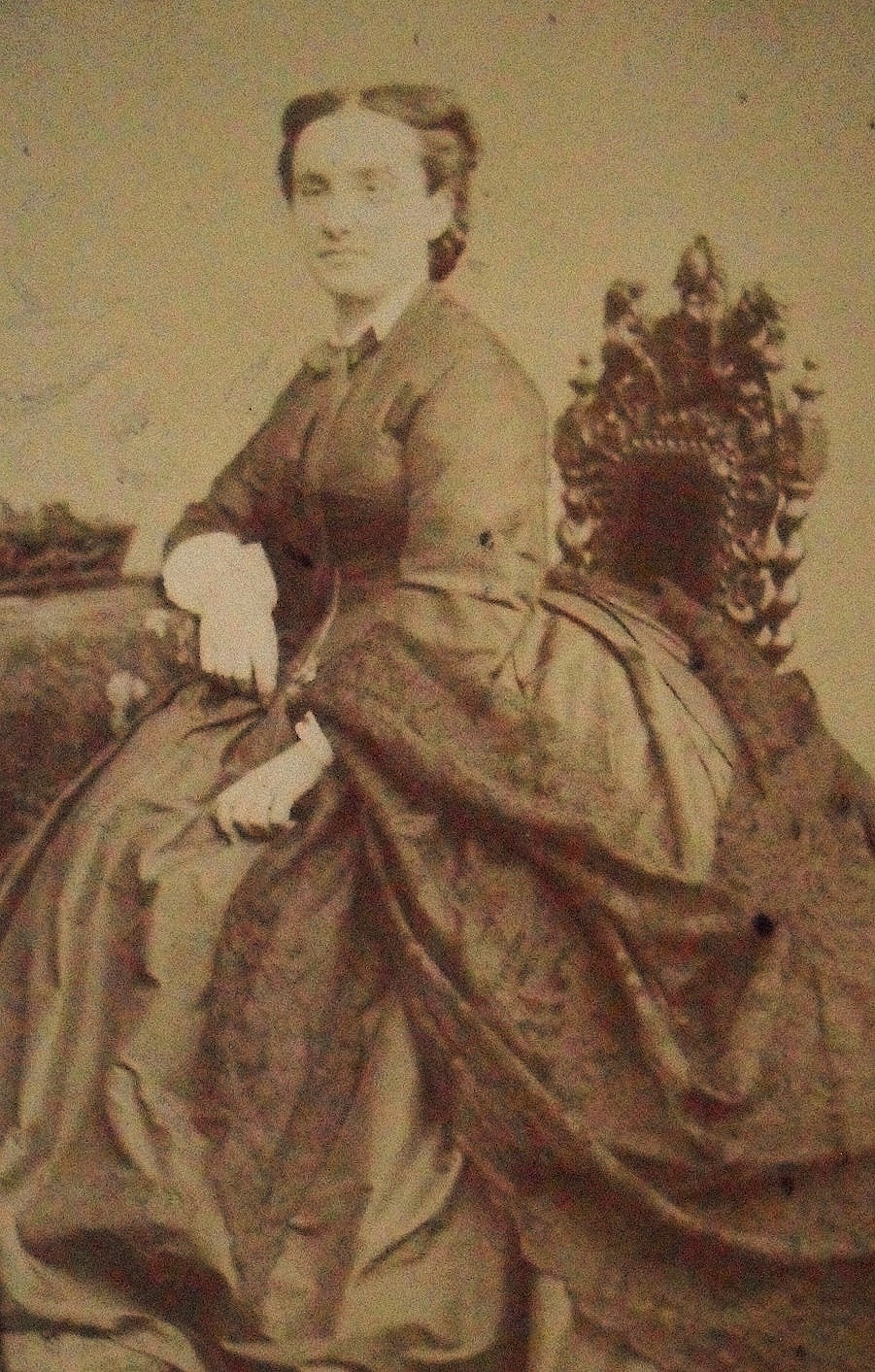
Adeline Masse, épouse de Louis Roland-Gosselin.
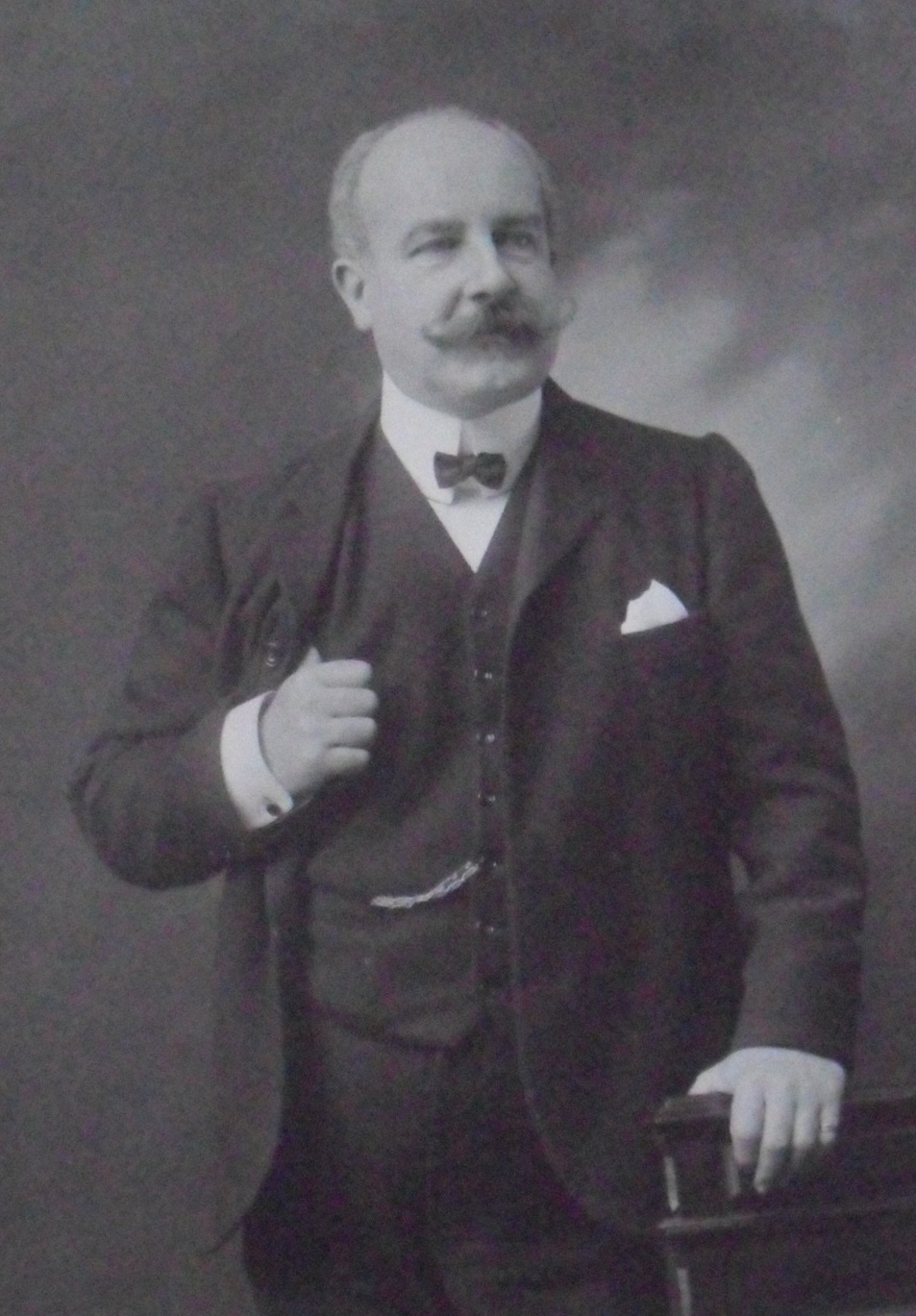
Eugène Roland-Gosselin, agent de change à Paris.
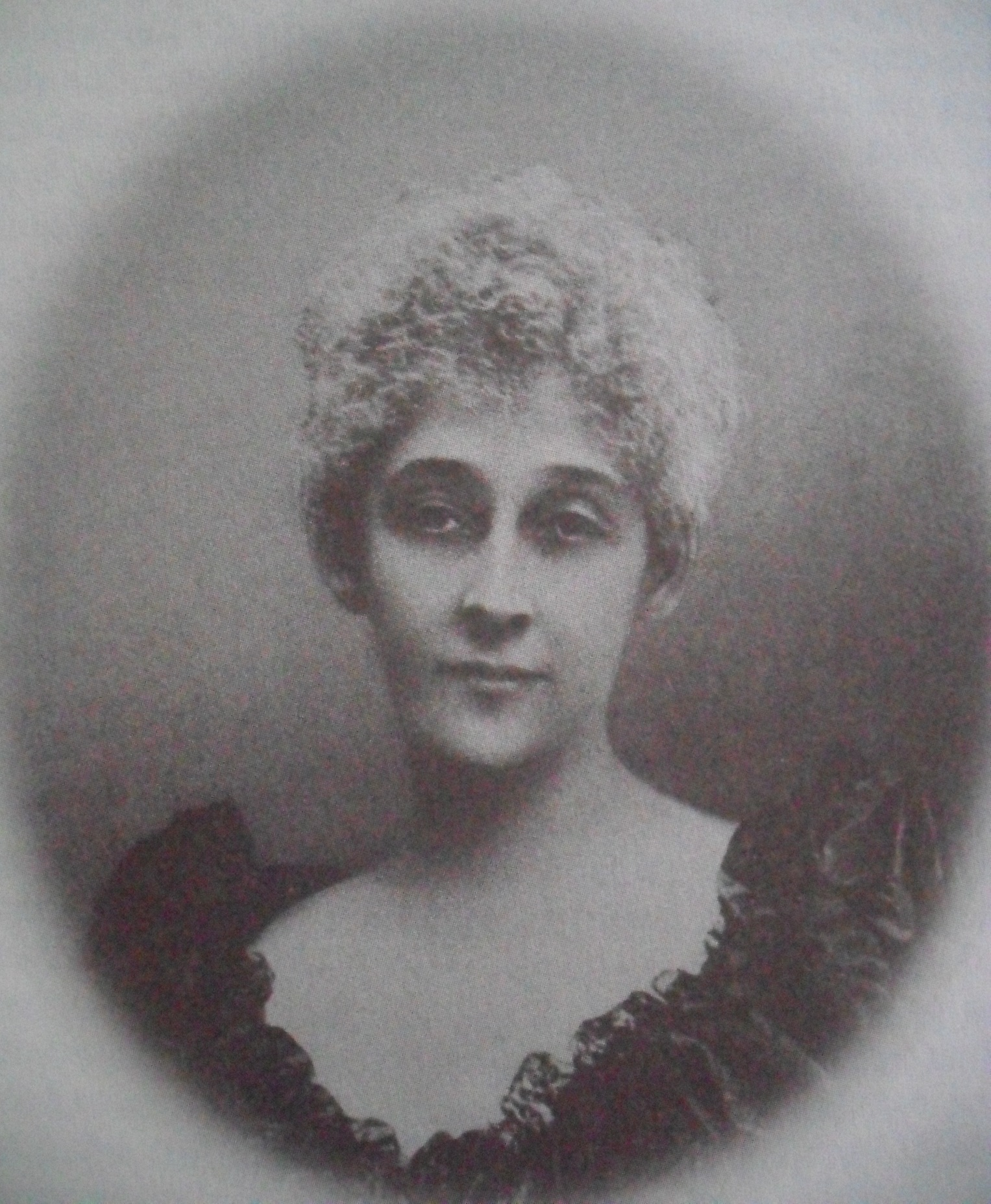
Marie Hoskier épouse de Eugène Roland-Gosselin.
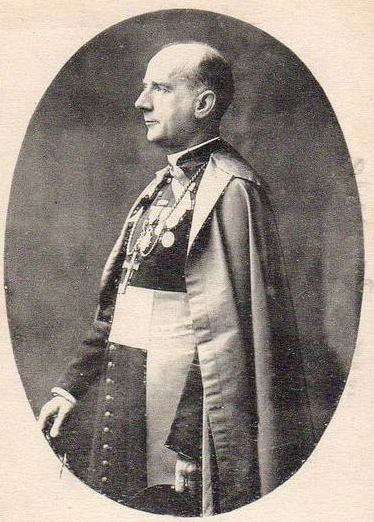
Mgr Roland-Gosselin, évêque de Versailles.
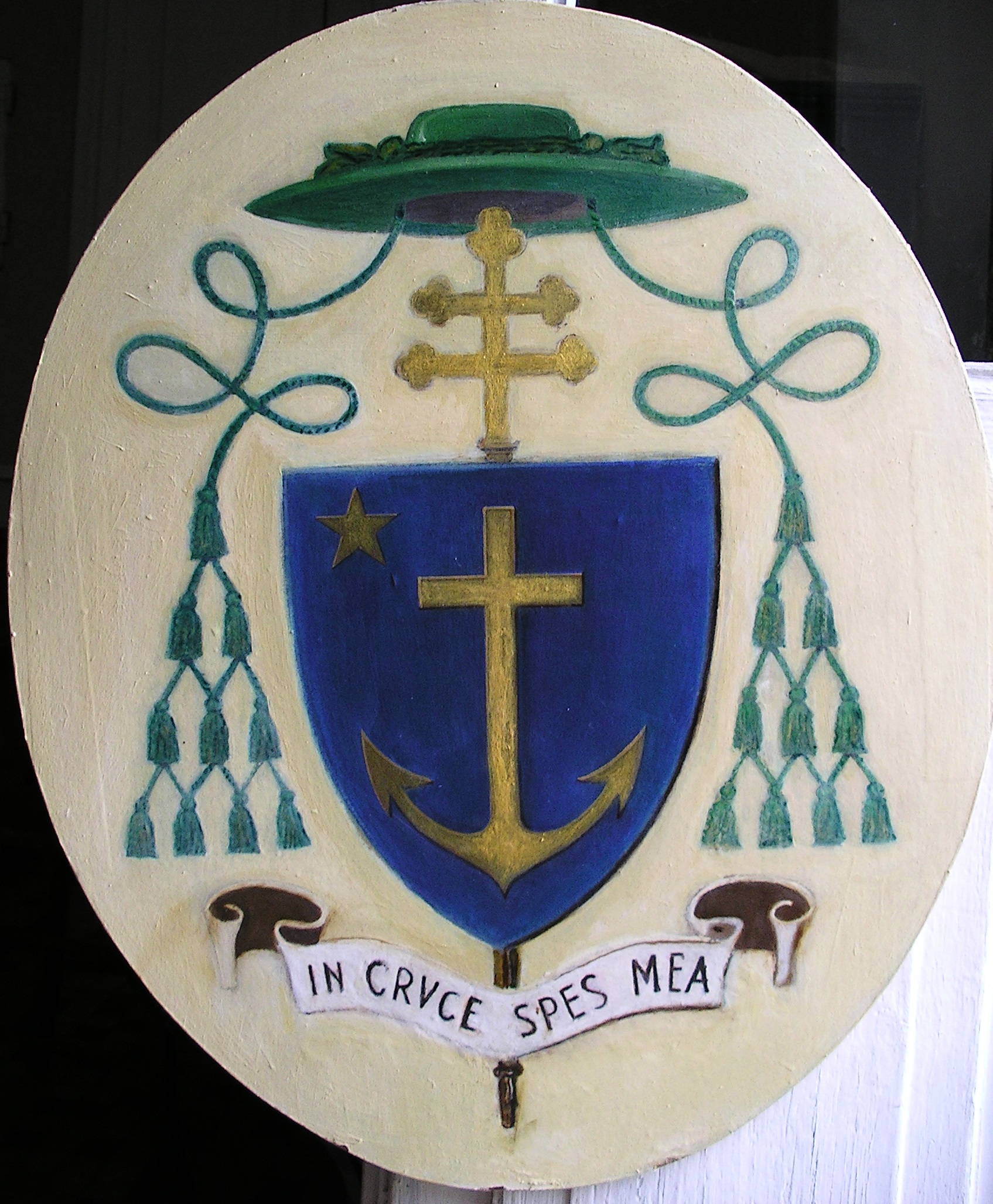
Armes de Monseigneur Roland-Gosselin.

## Églises et bâtiments financés par la famille

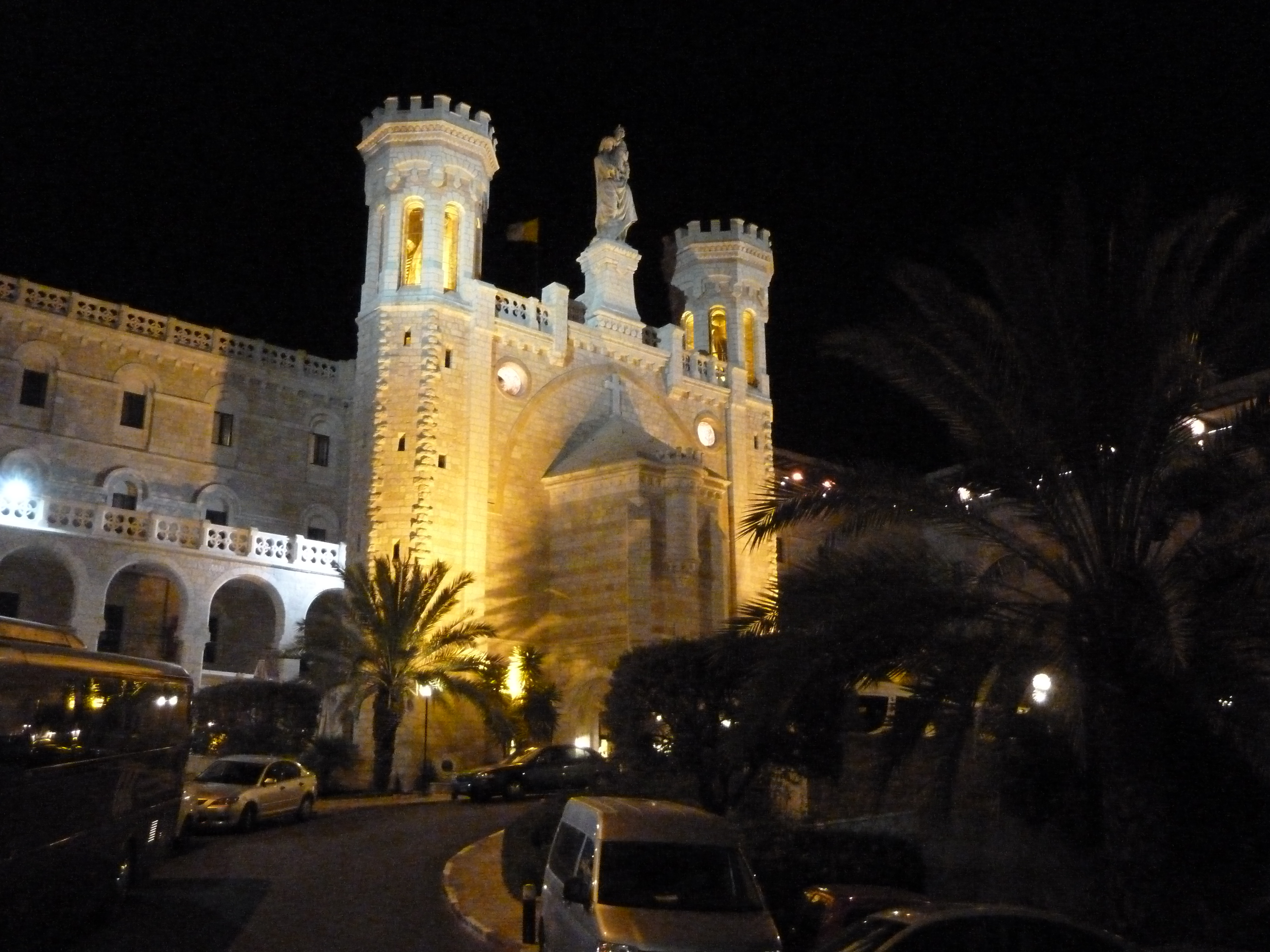
Notre Dame de France à Jérusalem

La construction de plusieurs édifices religieux a été financée par des membres de la famille :
- l'église Saint-Joseph-des-Épinettes ;
- la basilique du Sacré-Cœur de Montmartre : frise du lanterneau ; autel Saint-Joseph ;
- l'église Sainte-Jeanne-d'Arc de Versailles ;
- le bateau chapelle de la Batellerie ;
- la chapelle Sainte-Anne du château de la Petite Roseraie ;
- l'église Notre-Dame d'Alfortville[5] ;
- l'église Notre-Dame-de-l'Espérance d'Ivry-sur-Seine ;
- la chapelle de la rue d'Alsace à Paris ;
- la chapelle Notre-Dame-de-Consolation de Paris ;
- l'hôpital Saint-Joseph (Paris) ;
- l'hospice et l'église Notre Dame de France à Jérusalem abritant Notre-Dame de Terre Sainte ;
- l'église Notre-Dame-des-Arts de Pont-de-l'Arche.
- l'Église de l'Immaculée-Conception de Paris
- l'Église Notre-Dame-Auxiliatrice de Clichy

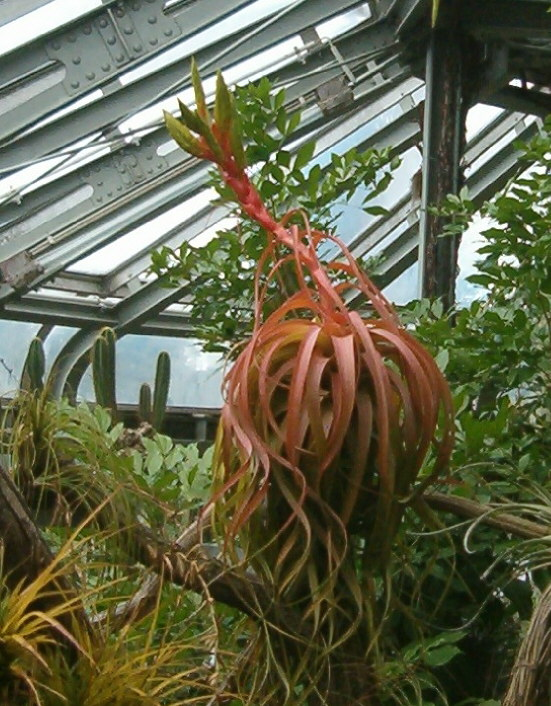
Tillandsia roland-gosselinii.

## Hommages
- Deux plantes portent le nom de la famille, en mémoire du botaniste Robert Roland-Gosselin : la Tillandsia roland-gosselinii et la Opuntia gosseliniana.

- Une rue de Châtenay-Malabry porte le nom de Roland Gosselin en mémoire d'Alexandre Roland Gosselin, propriétaire du château de la Petite Roseraie à Châtenay-Malabry.

- Après la mort de Mme Eugène Roland-Gosselin et de sa mère Mme Hoskier dans l'incendie du Bazar de la Charité (le 4 mai 1897), une plaque commémorative est posée, dans l'église Notre-Dame-des-arts, à Pont-de-l'Arche (Eure), et l'église Notre-Dame de Consolation à Paris est édifiée.